# Vînohradivka, Mahdalînivka
Vînohradivka (în ucraineană Виноградівка) este un sat în comuna Novopetrivka din raionul Mahdalînivka, regiunea Dnipropetrovsk, Ucraina.

## Demografie
Componența lingvistică a localității Vînohradivka
     Ucraineană (89,53%)
     Rusă (7,99%)
     Alte limbi (0,56%)
Conform recensământului din 2001, majoritatea populației localității Vînohradivka era vorbitoare de ucraineană (89,53%), existând în minoritate și vorbitori de rusă (7,99%) și armeană (1,38%).